# Appartement de madame Du Barry
L'appartement de madame du Barry est un ensemble de treize pièces situées au second étage du corps central du château de Versailles, un château français situé dans les Yvelines. Ces pièces furent essentiellement le cadre de vie de madame du Barry, favorite de Louis XV, de 1769 à 1774. 
Cet appartement a récemment retrouvé tout son éclat de la fin de l'Ancien Régime grâce à une restauration d'envergure qui s'est tenue de 2021 à 2022[réf. souhaitée].

## Situation
L'appartement se situe au second étage, en attique et on y accède par le petit degré du roi, escalier qui mène directement, un étage plus bas, à l'appartement privé du Roi. Cet appartement donne sur la cour de Marbre et sur le balcon de la chambre officielle du Roi.
L'appartement de Mme Du Barry est situé juste au-dessus du petit appartement du Roi.
Louis XVI aurait rajouté une grille dans le petit degré du Roi, entre ses appartements et ceux de la comtesse Du Barry (qui n'y habite alors plus), pour en fermer l'accès.

## Histoire
Avant d'abriter les relations de Louis XV et de madame du Barry l'appartement abrite la galerie des Chasses exotiques du roi, où ce dernier y donne des soupers particuliers. La bibliothèque était autrefois reliée à l'appartement de madame Adélaide, fille du roi, qui habitait alors au premier étage. L'appartement fut ensuite brièvement occupé par Marie-Josèphe de Saxe, belle-fille du roi et veuve de Louis de France, qui y mourut en 1767. 
La comtesse arrive au château en 1769 et le quitte en mai 1774, à la mort de Louis XV. L'appartement a été occupé partiellement avant elle par Madame de Mailly, par le Roi, et par le duc de Villequier.

## Intérieur
Voici la description de l'agencement intérieur de l'appartement, et de son évolution.
On accède à l'appartement par le petit degré du Roi, puis par une antichambre qui communique avec une petite bibliothèque, aménagée pour Madame Adélaïde en 1755-1753, et qui est ensuite annexée à son appartement par Mme Du Barry.
Le grand cabinet débouche sur la chambre à coucher, mais également sur la salle à manger. Cette pièce, ainsi que les suivantes (antichambre et pièce des bains), donnent directement sur la cour des Cerfs. Depuis, la chambre à coucher et la salle à manger, on peut accéder au cabinet de chaise et à la chambre de veille de la femme de chambre. Une porte, à la droite de la cheminée, permet d'accéder à la Grande bibliothèque (indépendante de l'appartement), située au-dessus du Cabinet du conseil, qui possédait une grande hauteur sous plafond. On peut encore voir la bibliothèque, vide, qui accueillait de nombreux ouvrages.
Le grand cabinet débouche sur la chambre à coucher mais également sur la salle à manger. Celle-ci a été restaurée et on peut y voir des boiseries en vernis Martin vert qui sont d'origine. Cette pièce ainsi que les suivantes, l'antichambre et la pièce des bains de MMe du Barry, donnent directement sur la Cour des Cerfs, sur laquelle donnaient les appartements des favorites de Louis XV. L'antichambre des bains, possédant des boiseries très fines en vernis Martin rose, donne accès à la pièce des bains, spacieuse, qui a été annexée à cet appartement en 1772 par la comtesse Du Barry. Cette pièce des bains donne sur la garde-robe de la comtesse, qui longe la Cour des Cerfs, qui elle même communique avec un escalier semi-circulaire.
Depuis la chambre à coucher et depuis la salle à manger, on peut accéder au cabinet de chaise et à la chambre de veille de la femme de chambre, donnant tous deux sur la cour des Cerfs. Une porte, à la droite de la cheminée, permet d'accéder via un étroit escalier à la Grande bibliothèque (qui n’appartenait pas à l'appartement), située au-dessus du Cabinet du conseil qui possédait une grande hauteur de plafond. On peut encore aujourd'hui voir les bibliothèques — vides — qui accueillaient de nombreux ouvrages.
L'appartement se prolonge par trois pièces en enfilade : Le cabinet d'angle, qui fut auparavant le cabinet du Roi puis sa salle à manger (en 1756 et 1767), et la chambre de Mme Du Barry de 1769 à 1772. La seconde pièce se nomme le grand cabinet. On peut actuellement y voir un buste (sur la cheminée) et un tableau représentant Louis XV. La troisième, la chambre à coucher, est située exactement au-dessus de celle (privée) de Louis XV. Elle possède encore aujourd'hui un lit, réplique de celui d'origine.

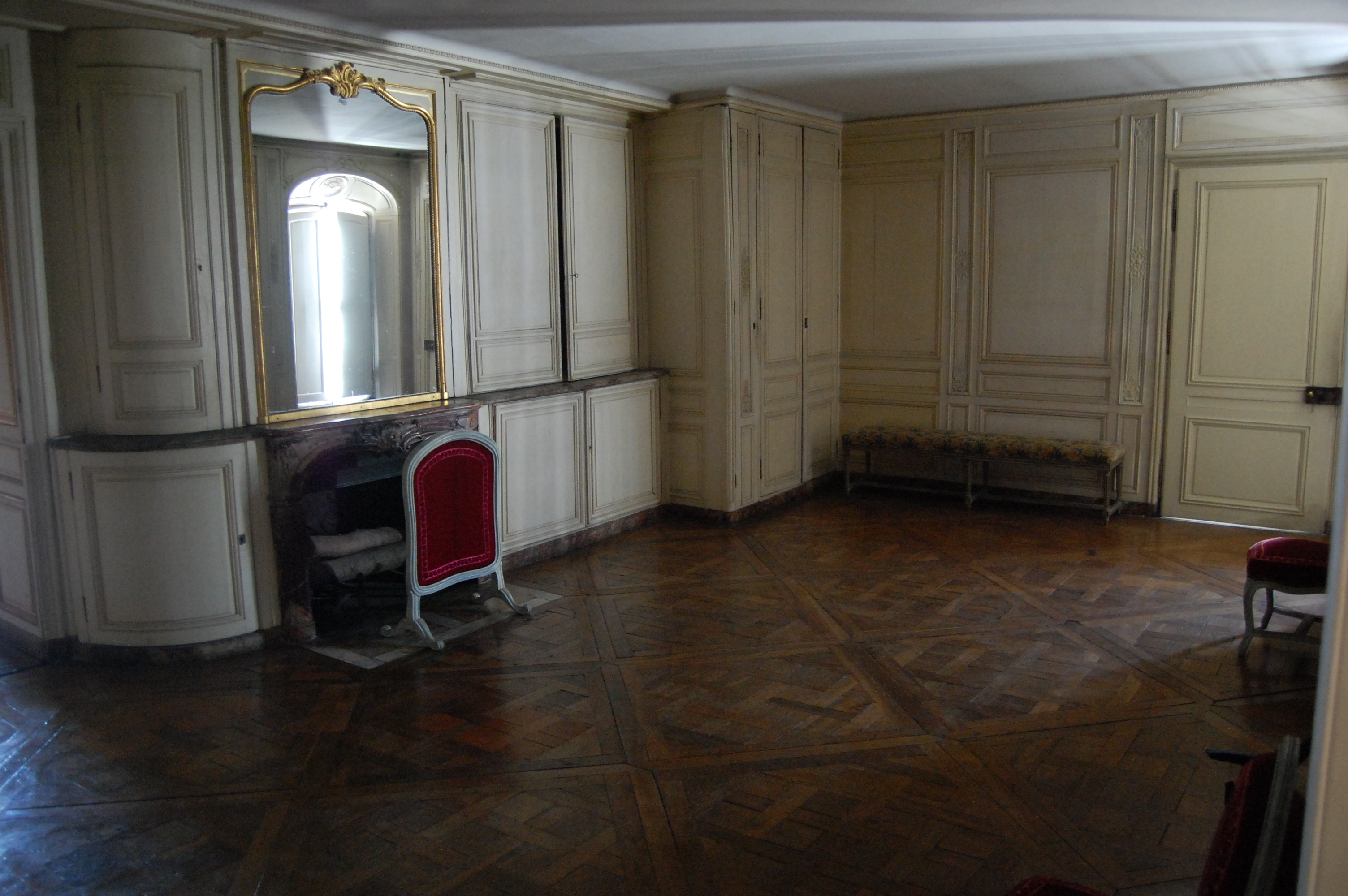
L'antichambre permettant un accès à l'appartement.
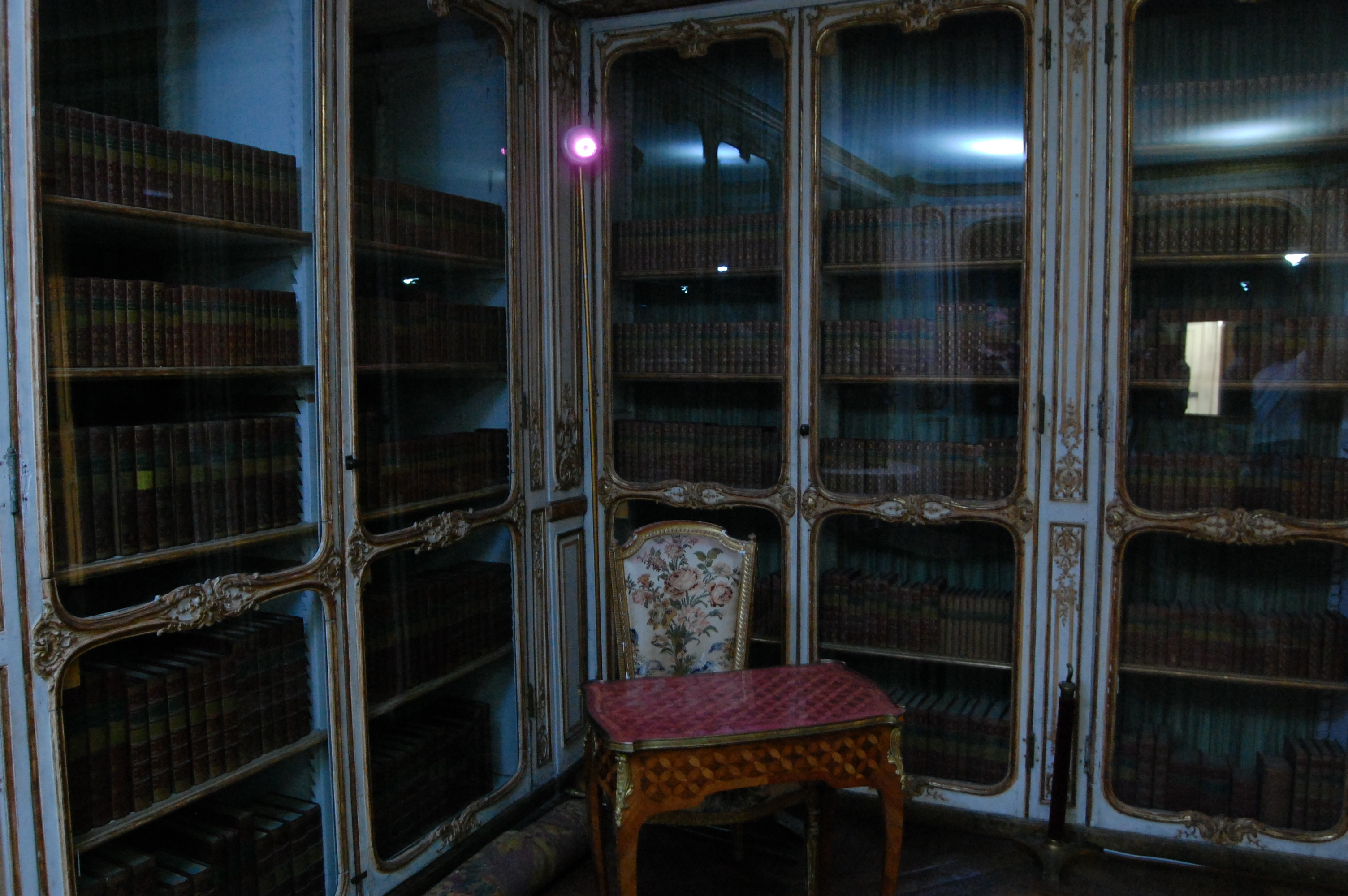
La petite bibliothèque, aménagée pour Madame Adélaïde en 1755-1753.
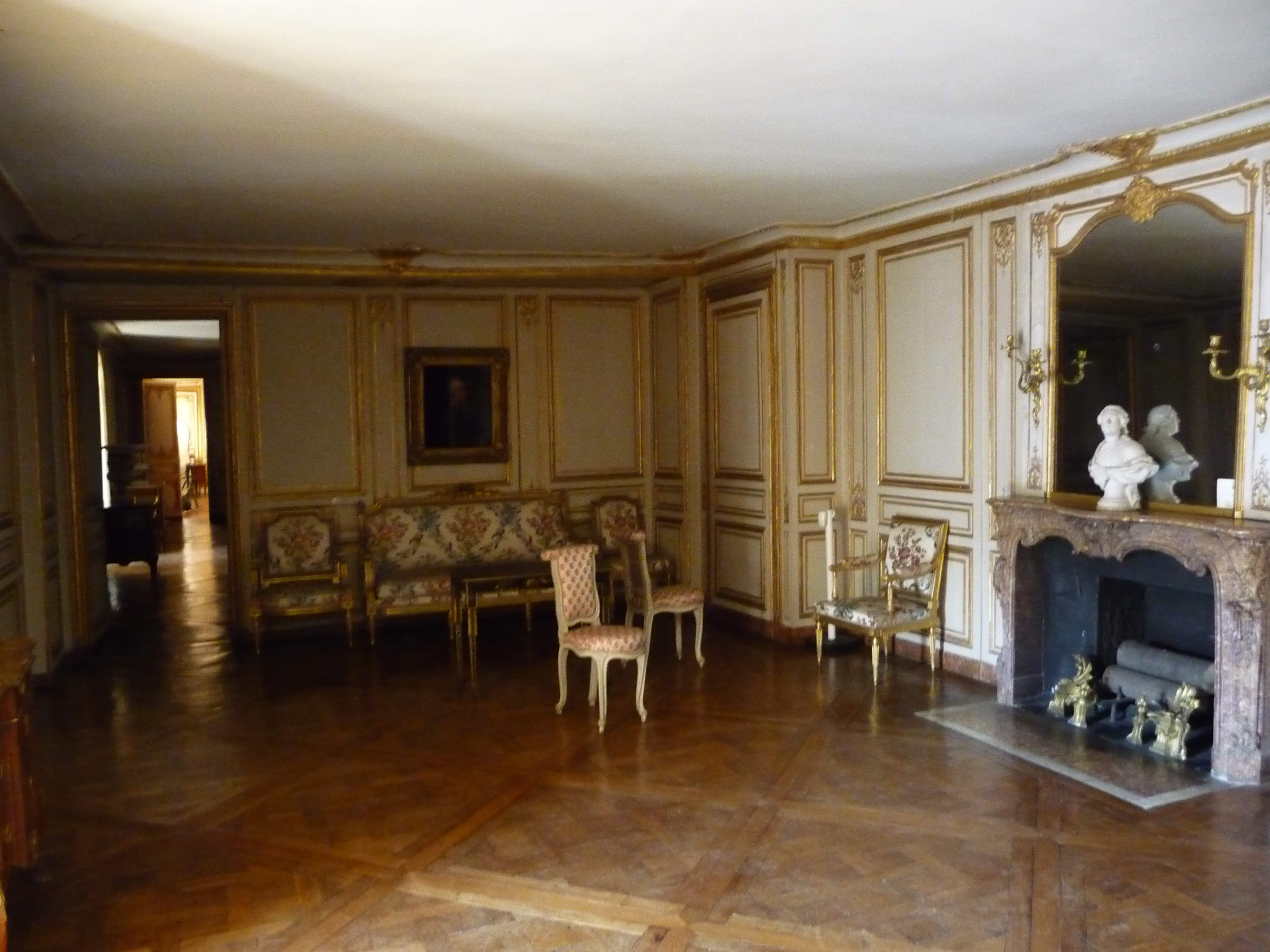
Le grand cabinet.
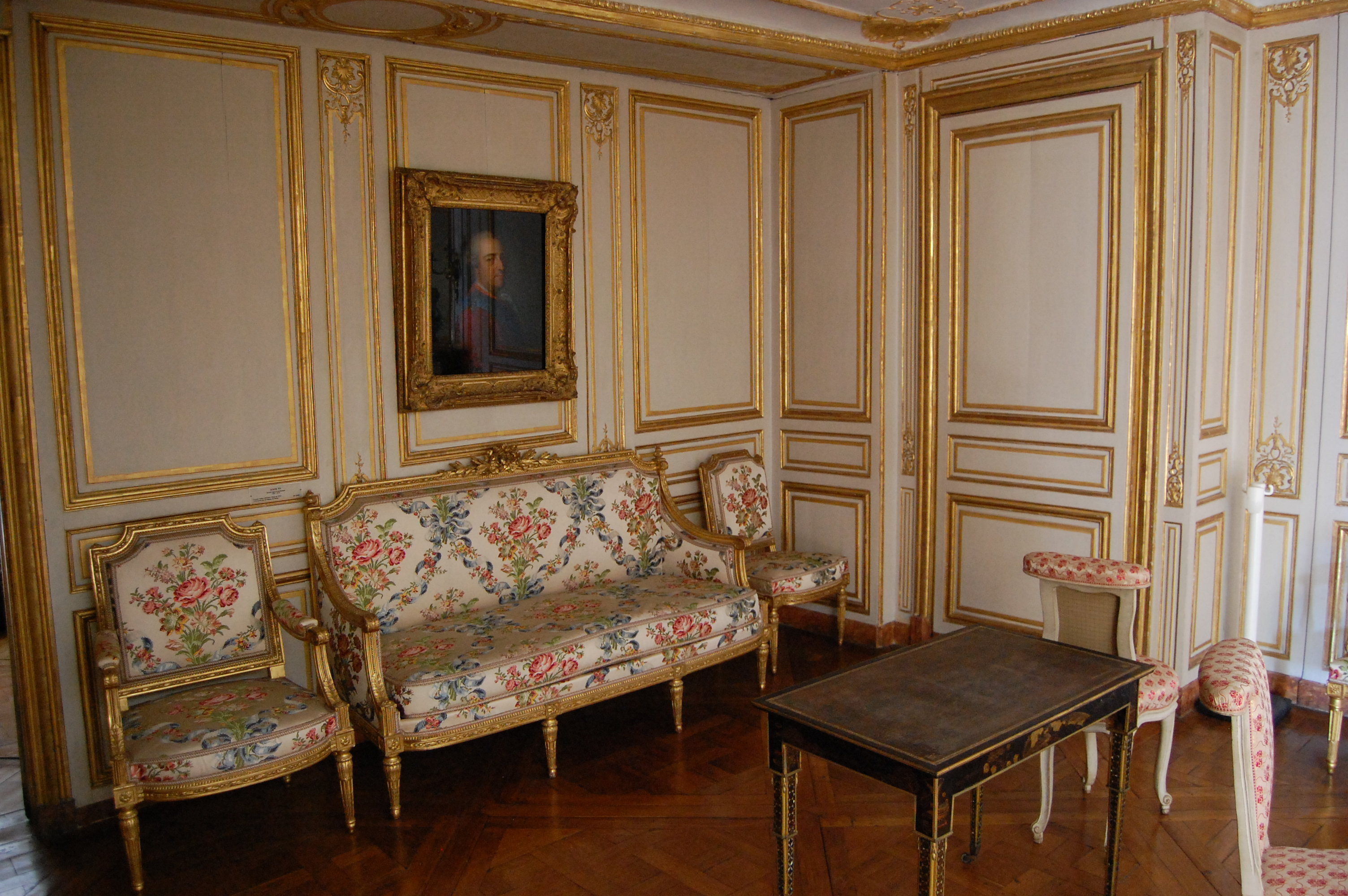
Portrait de Louis XV.
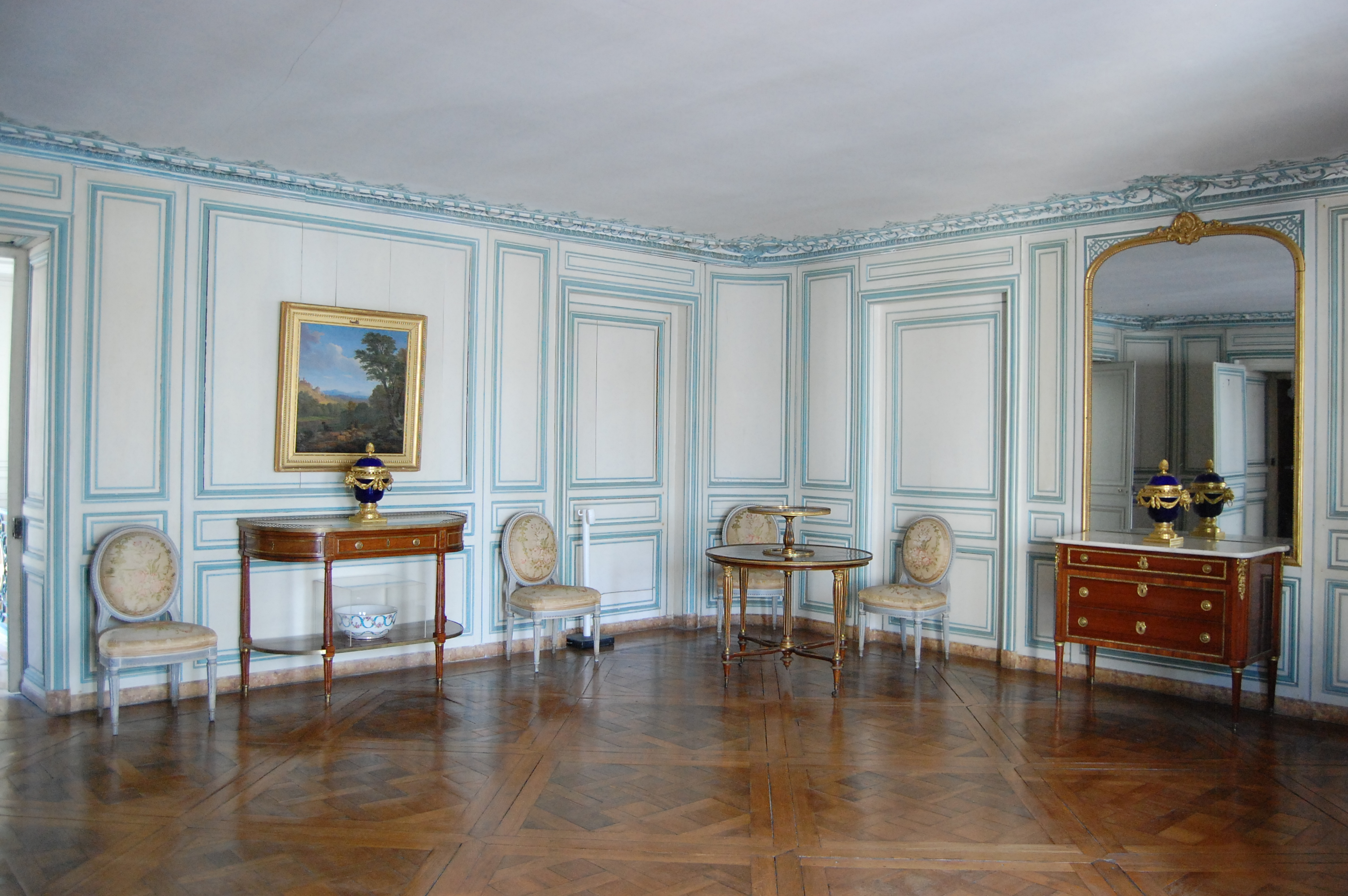
La salle à manger avec boiseries en vernis Martin vert.
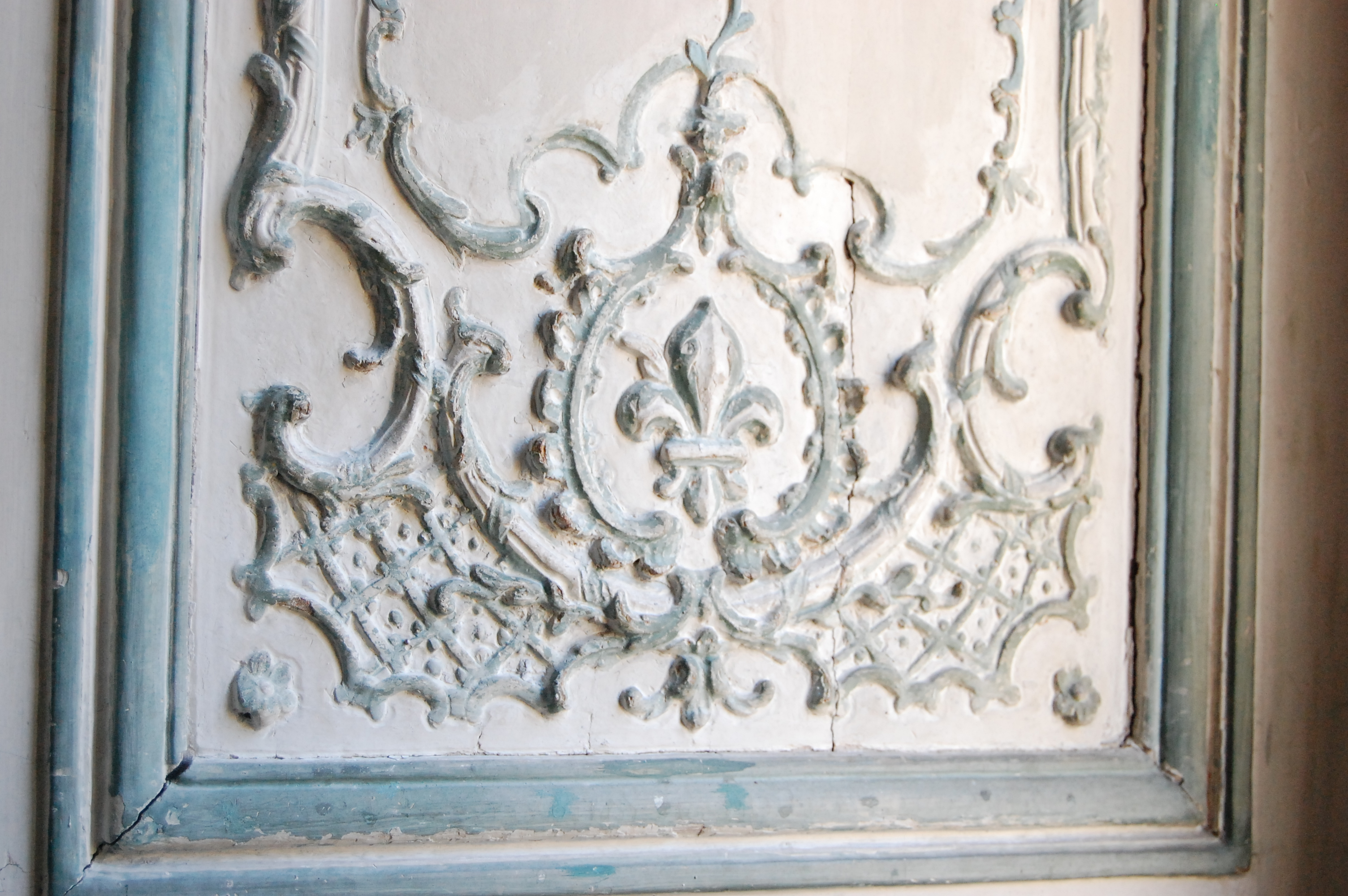
Détail des boiseries avec fleur de lys autour des fenêtres donnant sur la Cour des Cerfs.
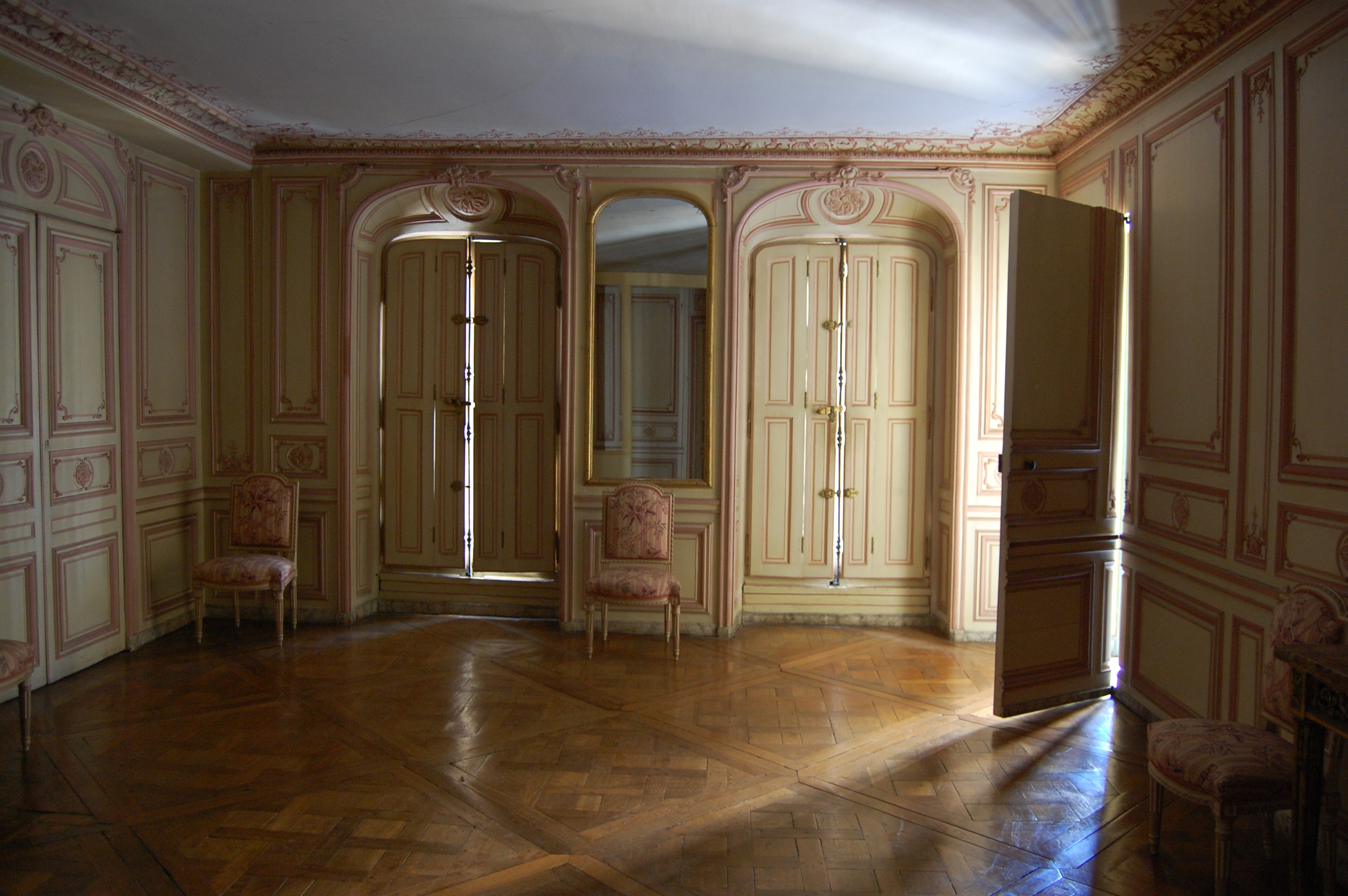
L'antichambre des bains.
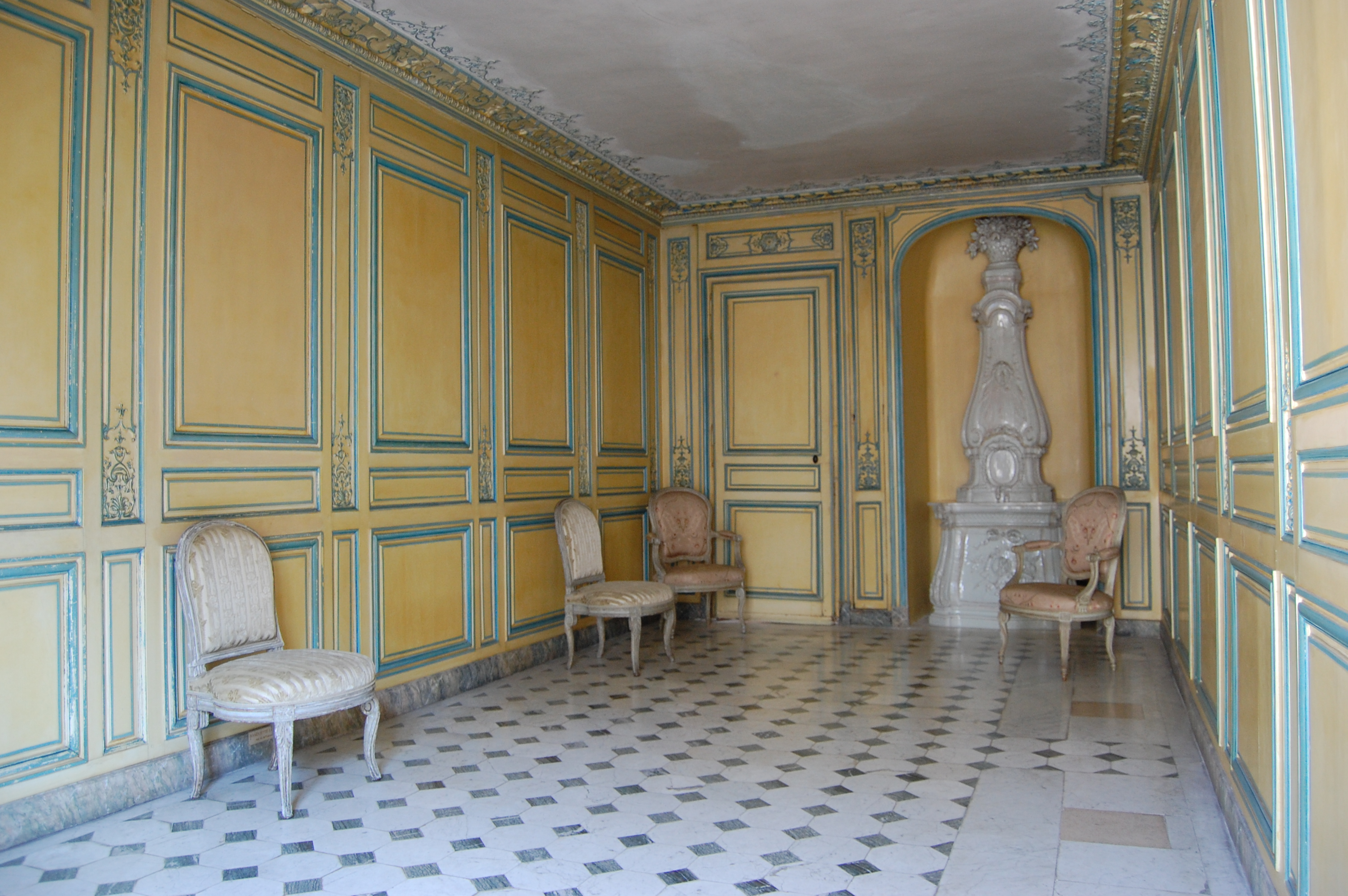
La pièce des bains.
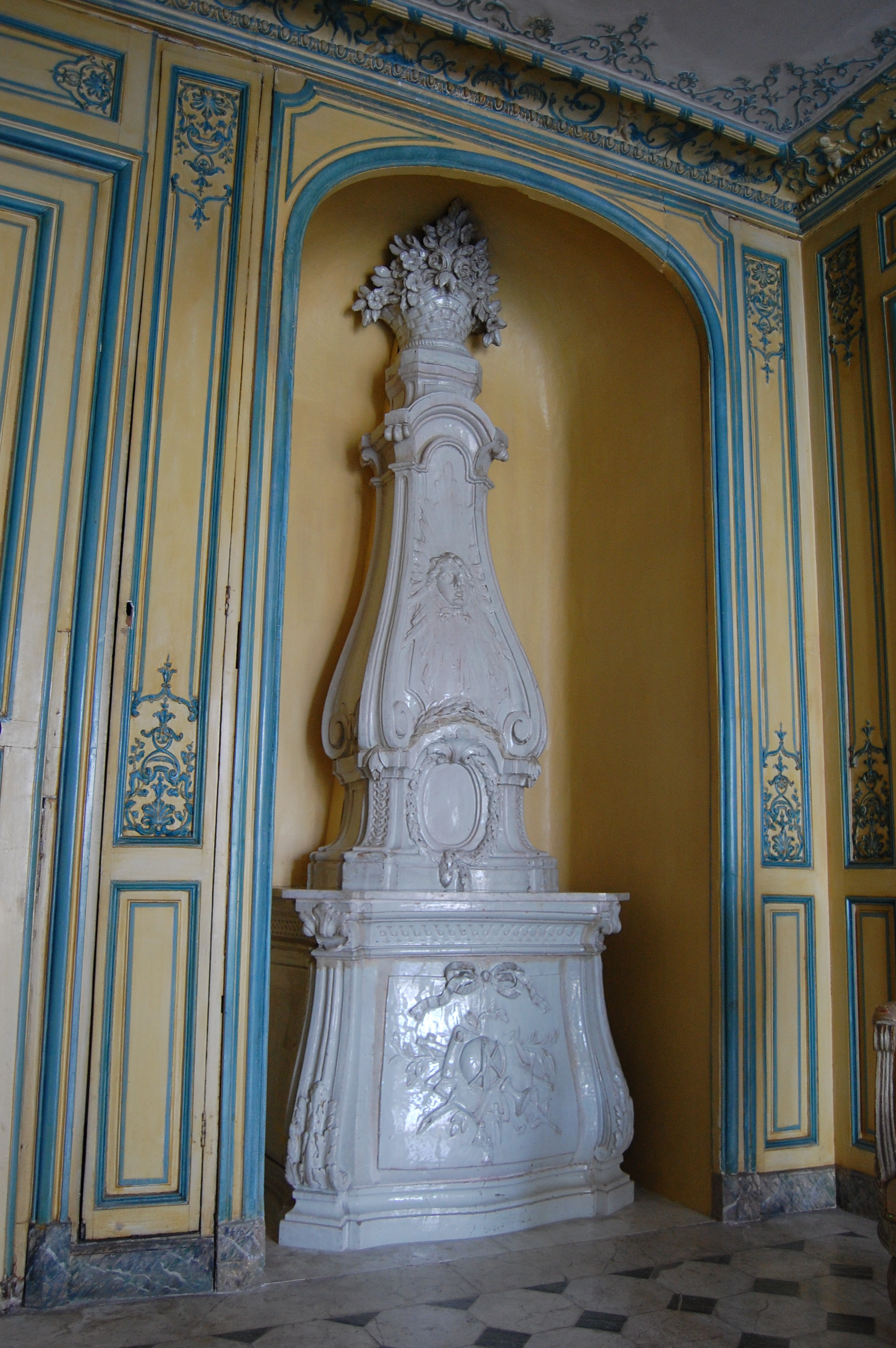
Poêle de la pièce des bains.
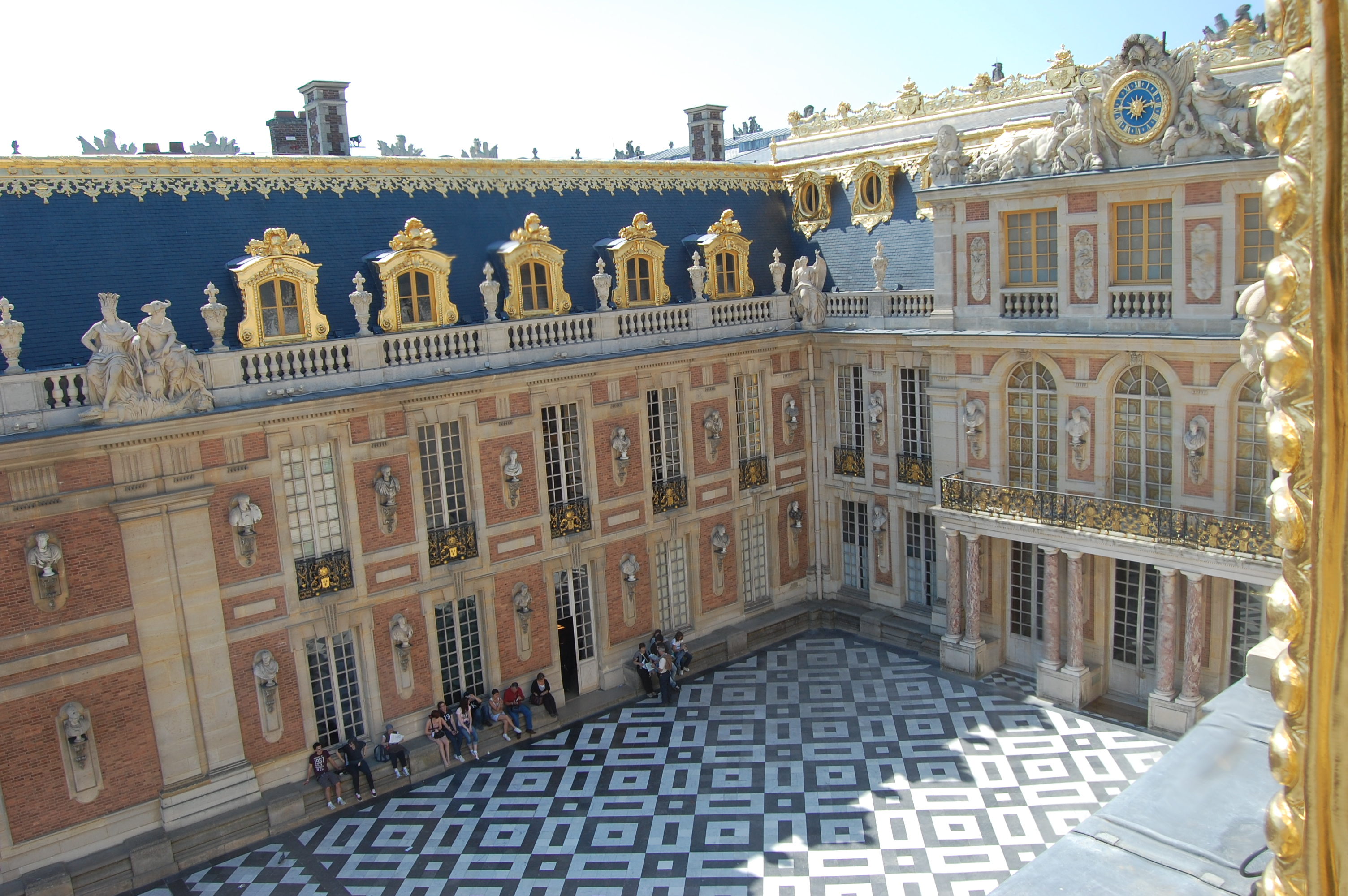
La Cour de Marbre vue depuis le grand cabinet.